# Jakob von Lavale

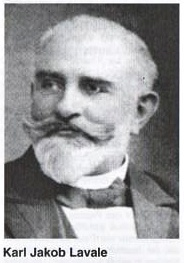
Foto, um 1908

Karl Jakob Lavale, seit 1888 Ritter von Lavale, (* 30. August 1843 in Langenkandel; † 8. März 1925 in Heidelberg) war ein deutscher Unternehmer, Bayerischer Reichsrat, Direktor der Pfälzischen Eisenbahnen.

## Leben und Wirken
Die Familie bekannte sich zur katholischen Konfession, stammte ursprünglich aus Frankreich und emigrierte in der Revolutionszeit. Der Großvater starb 1857 als Oberförster in Kaiserslautern.
Karl Jakob Lavale war der Sohn des Kreisbaurates Georg Lavale, der an der Rheinbegradigung mitarbeitete. Der Junge zog mit seinen Eltern nach Speyer, wo er das Gymnasium besuchte. Er studierte Rechtswissenschaften in Heidelberg (Mitglied des Corps Rhenania Heidelberg) sowie in Erlangen. Nach Tätigkeiten als Akzessist bei der Kreisregierung der Pfalz in Speyer und als Assessor in Kaiserslautern wurde Jakob Lavale am 1. April 1869 Direktionssekretär bei den Pfälzischen Eisenbahnen, 1872 Inspektor, 1874 Oberinspektor, 1880 Direktionsrat und 1883 stellvertretender Direktor.
Nach dem Tod des langjährigen Direktors Albert von Jäger, erhielt Lavale am 13. März 1884 dessen Stelle als Firmenchef, die er nahezu 25 Jahre bekleidete. Die Pfälzischen Eisenbahnen waren damals eines der erfolgreichsten Wirtschaftsunternehmen Deutschlands, das Millionenüberschüsse erzielte. Als die Bahngesellschaft 1909 in Staatsbesitz überging, trat Lavale in den Ruhestand und zog sich nach Heidelberg zurück, wo er 1925 starb. Sein Nachfolger als Direktor der Pfälzischen Eisenbahnen wurde Alexander von Gayer (1852–1917), der Enkel des Speyerer Kreisarchivars und Zeichners Peter Gayer.
Lavale fungierte auch als Mitglied im Aufsichtsrat der Pfälzischen Hypothekenbank (Ludwigshafen, Mitglied des Aufsichtsrates von 1894 bis 1925, Vorsitzender von 1910 bis 1920), der Rheinischen Hypothekenbank (Mannheim) und der Atlas Deutsche Lebensversicherungs-Gesellschaft (Ludwigshafen).
Karl Jakob Lavale war verheiratet mit Elsa Eswein (* 25. Januar 1880 in Ludwigshafen; † 6. Juli 1962 in München). Elsa Eswein war die Tochter von Karl Eswein (1844 bis 1925), dem langjährigen Bankdirektor der Pfälzischen Bank. Die Ehe blieb kinderlos.

## Ehrungen
1880 wirkte der Bahndirektor beim Abschluss eines bayerisch-preußischen Staatsvertrages über die Bahnlinie St. Ingbert–Saarbrücken mit und wurde deshalb von Kaiser Wilhelm I. mit dem Kronenorden III. Klasse ausgezeichnet. 1888 verlieh ihm Prinzregent Luitpold von Bayern, anlässlich eines Pfalzbesuches, eigenhändig das Ritterkreuz des Verdienstordens der Bayerischen Krone. Mit der Verleihung war die Erhebung in den persönlichen Adel verbunden und er durfte sich nach Eintragung in die Adelsmatrikel Ritter von Lavale nennen. 1908 ernannte man Lavale zum Bayerischen Reichsrat, 1909 ging er in Pension. Er blieb Mitglied der 1. Parlamentskammer bis zum Ende der Monarchie, 1918.
Für sein verdienstvolles Wirken im Eisenbahnbereich erhielt er, neben den bereits erwähnten Orden u. a.:
den Verdienstorden vom Heiligen Michael II. Klasse mit Stern (1903), Bayerische Jubiläums-Medaille in Silber, das Kommandeurskreuz II. Klasse des Badischen Ordens vom Zähringer Löwen, das Komturkreuz II. Klasse des Hessischen Verdienstordens Philipps des Großmütigen, den Stern zum Roten Adlerorden II. Klasse, den Stern zum Kronenorden II. Klasse, das Komturkreuz II. Klasse des Württembergischen Friedrichs-Ordens, das Komturkreuz mit Stern des spanischen Ordens Isabellas der Katholischen.
In Ludwigshafen am Rhein wurde der Jakob-von-Lavale-Platz nahe dem Hauptbahnhof nach ihm benannt.